# (20999) 1987 BF
(20999) 1987 BF est un astéroïde de la ceinture principale découvert en 1987.

## Description
(20999) 1987 BF a été découvert le 28 janvier 1987 à Ojima (Japon) par Tsuneo Niijima et Takeshi Urata.

### Caractéristiques orbitales
L'orbite de cet astéroïde est caractérisée par un demi-grand axe de 2,28 UA, un périhélie de 1,98 UA, une excentricité de 0,13 et une inclinaison de 5,07° par rapport à l'écliptique. Du fait de ces caractéristiques, à savoir un demi-grand axe compris entre 2 et 3,2 UA et un périhélie supérieur à 1,666 UA, il est classé, selon la JPL Small-Body Database, comme objet de la ceinture principale.

### Caractéristiques physiques
(20999) 1987 BF a une magnitude absolue (H) de 14,4 et un albédo estimé à 0,068.